# 대한민국 제16대 국회의원 선거
대한민국 제16대 국회의원 선거는 2000년 4월 13일 목요일에 실시한 대한민국의 국회의원 선거이다. 투표율은 57.2%를 기록하였으며, 총 273명(지역구 227, 비례대표 46)의 국회의원을 선출하였다. 
선거 결과 한나라당이 133석, 새천년민주당이 115석, 자유민주연합이 17석, 민주국민당이 2석, 희망의한국신당이 1석, 무소속이 5석을 얻었다. 선출된 제16대 국회의원의 임기는 2000년 5월 30일부터 2004년 5월 29일까지 4년이다.

## 선거 정보
- 총유권자수 : 33,482,387명
- 대통령 : 김대중 (새천년민주당)
- 의석정수 : 273석 (지역구 227석 ＋ 비례대표 46석)
- 선거제도 : 소선거구제 ＋ 비례대표제
- 투표일 : 2000년 4월 13일

## 투표율
- 전국 선거인수 33,482,387명 중 19,156,515명이 투표하여, 투표율은 57.2%를 기록하였으며 이는 지난 2대 지방선거의 투표율 52.7%와 비교하면 높은 수치이다.

|        | 서울   | 부산   | 대구   | 인천   | 광주   | 대전   | 울산   | 경기   | 강원   | 충북   | 충남   | 전북   | 전남   | 경북   | 경남   | 제주   |
| ------ | ------ | ------ | ------ | ------ | ------ | ------ | ------ | ------ | ------ | ------ | ------ | ------ | ------ | ------ | ------ | ------ |
| 투표율 | 54.3 % | 55.4 % | 53.5 % | 53.4 % | 54.0 % | 53.3 % | 59.1 % | 54.9 % | 62.9 % | 60.8 % | 60.1 % | 60.6 % | 66.8 % | 64.6 % | 60.6 % | 67.2 % |

## 선거 결과

### 정당별 당선자 수
| ↓            |              |                |            |        |          |  |
| 115          | 17           | 1              | 2          | 5      | 133      |  |
| 새천년민주당 | 자유민주연합 | 희망의한국신당 | 민주국민당 | 무소속 | 한나라당 |  |

정당별 의석 비율
| 정당           | 지역구 | 비례대표 | 합계 |
| -------------- | ------ | -------- | ---- |
| 한나라당       | 112    | 21       | 133  |
| 새천년민주당   | 96     | 19       | 115  |
| 자유민주연합   | 12     | 5        | 17   |
| 민주국민당     | 1      | 1        | 2    |
| 희망의한국신당 | 1      | 0        | 1    |
| 무소속         | 5      | ―        | 5    |
| 합계           | 227    | 46       | 273  |

### 지역별 지역구 의석분포
| 지역       | 한나라 | 민주 | 자민련 | 민주국민 | 한국신당 | 무소속 | 합계 |
| ---------- | ------ | ---- | ------ | -------- | -------- | ------ | ---- |
| 서울특별시 | 17     | 28   | -      | -        | -        | -      | 45   |
| 부산광역시 | 17     | -    | -      | -        | -        | -      | 17   |
| 대구광역시 | 11     | -    | -      | -        | -        | -      | 11   |
| 인천광역시 | 5      | 6    | -      | -        | -        | -      | 11   |
| 광주광역시 | -      | 5    | -      | -        | -        | 1      | 6    |
| 대전광역시 | 1      | 2    | 3      | -        | -        | -      | 6    |
| 울산광역시 | 4      | -    | -      | -        | -        | 1      | 5    |
| 경기도     | 18     | 22   | 1      | -        | -        | -      | 41   |
| 강원도     | 3      | 5    | -      | 1        | -        | -      | 9    |
| 충청북도   | 3      | 2    | 2      | -        | -        | -      | 7    |
| 충청남도   | -      | 4    | 6      | -        | 1        | -      | 11   |
| 전라북도   | -      | 9    | -      | -        | -        | 1      | 10   |
| 전라남도   | -      | 11   | -      | -        | -        | 2      | 13   |
| 경상북도   | 16     | -    | -      | -        | -        | -      | 16   |
| 경상남도   | 16     | -    | -      | -        | -        | -      | 16   |
| 제주도     | 1      | 2    | -      | -        | -        | -      | 3    |
| 합계       | 112    | 96   | 12     | 1        | 1        | 5      | 227  |

### 지역구 득표율
| 정당           | 득표수     | 득표율 | 당선인 | 비고         |
| -------------- | ---------- | ------ | ------ | ------------ |
| 한나라당       | 7,365,359  | 39.0%  | 21     |              |
| 새천년민주당   | 6,780,625  | 35.9%  | 19     |              |
| 자유민주연합   | 1,859,331  | 9.8%   | 5      |              |
| 민주국민당     | 695,423    | 3.7%   | 1      |              |
| 희망의한국신당 | 77,498     | 0.4%   |        |              |
| 공화당         | 3,950      | 0.02%  |        | 정당등록취소 |
| 민주노동당     | 223,261    | 1.2%   |        | 정당등록취소 |
| 청년진보당     | 125,082    | 0.7%   |        | 정당등록취소 |
| 무소속         | 1,774,221  | 9.4%   |        |              |
| 총합           | 18,904,740 |        | 46     |              |

국회의원 비례대표 46석의 의석 배분 기준으로 활용되었다.

## 각 정당 결과

### 새천년민주당
민주당은 원내 과반수엔 미달했지만 수도권에서 승리했고, 취약 지역이던 강원도에서 남북관계 훈풍 등의 영향을 받아 처음으로 승리한게 위안거리가 되었다. 그러나 부동산 정책이 상당히 민감하는 서울 동남권에서 2석을 차지했지만 열세지역 영남권 지역에서 0석을 차지하여 동진정책에 대한 실효성 논란이 있었다. 그래도 서울 종로에서 3선을 포기하고 민주당의 험지인 부산 북구ㆍ강서구을에서 출마했던 노무현 후보는 낙선했지만 이때의 행보를 눈여겨본 민심의 지지에 힘입어 2년 후 대선에서 승리하게 된다.

### 한나라당
제1야당 한나라당은 우수한 인재들을 영입하고 현역 중진 의원들을 교체하며 영남권 지역에서 지역 기반이 강한 무소속 정몽준 후보가 당선된 울산 동구를 제외하면 나머지 지역구를 석권했고, 보수세가 강한 강원도에서는 남북관계 훈풍으로 인해 패배했지만 수도권, 충청권 초접전 지역에서도 나름 선방했지만 원내 과반수를 확보하는데는 실패했다. 그래도 원내 1당 지위 유지는 성공하며 절반의 성공을 거두었다.

### 자유민주연합
자유민주연합은 충청 지역에서 승리했지만, 지난 선거에 비해 의석수도 득표율도 격감해 원내 교섭단체 의석수에서 3석 부족한 17석 획득에 그쳐 원내 교섭단체 지위권을 상실했다.
한편, 해당 당적이 문제되어 1999년 4월 말 모든 활동을 중단한 개그맨 김형곤의 방송활동 재개작이자  그 해 9월 16일부터 iTV에서 목금 밤 10시 45분에 편성된 <김형곤쇼>가 총선 90일전(2000년 1월 14일)부터 입후보자의 TV 프로그램 출연 금지  등에 따라 2000년 1월 13일 막을 내렸고 김형곤은 해당 국회의원 총선(16대)에서 성동에서 무소속으로 출마했다가 낙선한 데다 이혼까지 하여   말 그대로 "설상가상"이었다.
결국 김형곤은 2000년 11월 3일부터 iTV에서 금요일 밤 10시 45분에 재개된 <김형곤쇼> MC를 맡아 브라운관에 돌아왔는데  1~3회 방영분에서 발기부전 치료제인 비아그라를 복용한 노인과 치매에 걸린 노인 등을 성 소재로 삼으며 선정적인 내용으로 일관한 데 이어  일본군 위안부였던 여성들의 당시 상황을 웃음소재로 쓴 점,  "조깅과 칼국수를 좋아해서 머리가 나빠진 전직 대통령 때문에 IMF가 찾아왔다"는 등 전직 대통령들을 희화했다는 지적을 사 방송위원회로부터 "방영중지" "해당 프로그램의 관계자에 대한 징계" 조치를 받아 4회 만에 막을 내린 뒤 공연 위주로 활동했다가 2003년 말 KBS 2TV 《폭소클럽》을 통해 TV 무대로 돌아왔으며 <김형곤쇼>는 1기 편성 당시 2회(99년 9월 17일) 방영분에서 룸살롱의 20대 접대부들과 성전환 여성들을 출연시켜 성적인 농담과 퇴폐적인 대화내용을 여과없이 내보내 "시청자 사과 및 연출정지 3개월 조치"를 받았다.

## 당선자

### 지역구
한나라당 
 새천년민주당 
 자유민주연합 
 민주국민당 
 희망의한국신당 
 무소속 

| 시·도      | 선거구 / 당선자      | 선거구 / 당선자             | 선거구 / 당선자      | 선거구 / 당선자  |
| 서울특별시 | 종로구               | 중구                        | 용산구               | 성동구           |
| ---------- | -------------------- | --------------------------- | -------------------- | ---------------- |
| 서울특별시 | 정인봉               | 정대철                      | 설송웅               | 임종석           |
| 서울특별시 |                      |                             |                      |                  |
| 서울특별시 | 광진구 갑            | 광진구 을                   | 동대문구 갑          | 동대문구 을      |
| 서울특별시 | 김영춘               | 추미애                      | 김희선               | 김영구           |
| 서울특별시 |                      |                             |                      |                  |
| 서울특별시 | 중랑구 갑            | 중랑구 을                   | 성북구 갑            | 성북구 을        |
| 서울특별시 | 이상수               | 김덕규                      | 유재건               | 신계륜           |
| 서울특별시 |                      |                             |                      |                  |
| 서울특별시 | 강북구 갑            | 강북구 을                   | 도봉구 갑            | 도봉구 을        |
| 서울특별시 | 김원길               | 조순형                      | 김근태               | 설훈             |
| 서울특별시 |                      |                             |                      |                  |
| 서울특별시 | 노원구 갑            | 노원구 을                   | 은평구 갑            | 은평구 을        |
| 서울특별시 | 함승희               | 임채정                      | 강인섭               | 이재오           |
| 서울특별시 |                      |                             |                      |                  |
| 서울특별시 | 서대문구 갑          | 서대문구 을                 | 마포구 갑            | 마포구 을        |
| 서울특별시 | 이성헌               | 장재식                      | 박명환               | 박주천           |
| 서울특별시 |                      |                             |                      |                  |
| 서울특별시 | 양천구 갑            | 양천구 을                   | 강서구 갑            | 강서구 을        |
| 서울특별시 | 원희룡               | 김영배                      | 신기남               | 김성호           |
| 서울특별시 |                      |                             |                      |                  |
| 서울특별시 | 구로구 갑            | 구로구 을                   | 금천구               | 영등포구 갑      |
| 서울특별시 | 김기배               | 장영신                      | 장성민               | 김명섭           |
| 서울특별시 |                      |                             |                      |                  |
| 서울특별시 | 영등포구 을          | 동작구 갑                   | 동작구 을            | 관악구 갑        |
| 서울특별시 | 김민석               | 서청원                      | 유용태               | 이훈평           |
| 서울특별시 |                      |                             |                      |                  |
| 서울특별시 | 관악구 을            | 서초구 갑                   | 서초구 을            | 강남구 갑        |
| 서울특별시 | 이해찬               | 박원홍                      | 김덕룡               | 최병렬           |
| 서울특별시 |                      |                             |                      |                  |
| 서울특별시 | 강남구 을            | 송파구 갑                   | 송파구 을            | 강동구 갑        |
| 서울특별시 | 오세훈               | 맹형규                      | 김성순               | 이부영           |
| 서울특별시 |                      |                             |                      |                  |
| 서울특별시 | 강동구 을            |                             |                      |                  |
| 서울특별시 | 심재권               |                             |                      |                  |
| 서울특별시 |                      |                             |                      |                  |
| 부산광역시 | 중구·동구            | 서구                        | 영도구               | 부산진구 갑      |
| 부산광역시 | 정의화               | 정문화                      | 김형오               | 정재문           |
| 부산광역시 |                      |                             |                      |                  |
| 부산광역시 | 부산진구 을          | 동래구                      | 남구                 | 북구·강서구 갑   |
| 부산광역시 | 도종이               | 박관용                      | 김무성               | 정형근           |
| 부산광역시 |                      |                             |                      |                  |
| 부산광역시 | 북구·강서구 을       | 해운대구·기장군 갑          | 해운대구·기장군 을   | 사하구 갑        |
| 부산광역시 | 허태열               | 손태인                      | 안경률               | 엄호성           |
| 부산광역시 |                      |                             |                      |                  |
| 부산광역시 | 사하구 을            | 금정구                      | 연제구               | 수영구           |
| 부산광역시 | 박종웅               | 김진재                      | 권태망               | 유흥수           |
| 부산광역시 |                      |                             |                      |                  |
| 부산광역시 | 사상구               |                             |                      |                  |
| 부산광역시 | 권철현               |                             |                      |                  |
| 부산광역시 |                      |                             |                      |                  |
| 대구광역시 | 중구                 | 동구                        | 서구                 | 남구             |
| 대구광역시 | 백승홍               | 강신성일                    | 강재섭               | 현승일           |
| 대구광역시 |                      |                             |                      |                  |
| 대구광역시 | 북구 갑              | 북구 을                     | 수성구 갑            | 수성구 을        |
| 대구광역시 | 박승국               | 안택수                      | 김만제               | 윤영탁           |
| 대구광역시 |                      |                             |                      |                  |
| 대구광역시 | 달서구 갑            | 달서구 을                   | 달성군               |                  |
| 대구광역시 | 박종근               | 이해봉                      | 박근혜               |                  |
| 대구광역시 |                      |                             |                      |                  |
| 인천광역시 | 중구·동구·옹진군     | 남구 갑                     | 남구 을              | 연수구           |
| 인천광역시 | 서상섭               | 민봉기                      | 안영근               | 황우여           |
| 인천광역시 |                      |                             |                      |                  |
| 인천광역시 | 남동구 갑            | 남동구 을                   | 부평구 갑            | 부평구 을        |
| 인천광역시 | 이윤성               | 이호웅                      | 박상규               | 최용규           |
| 인천광역시 |                      |                             |                      |                  |
| 인천광역시 | 계양구               | 서구·강화군 갑              | 서구·강화군 을       |                  |
| 인천광역시 | 송영길               | 조한천                      | 박용호               |                  |
| 인천광역시 |                      |                             |                      |                  |
| 광주광역시 | 동구                 | 서구                        | 남구                 | 북구 갑          |
| 광주광역시 | 김경천               | 정동채                      | 강운태               | 박광태           |
| 광주광역시 |                      |                             |                      |                  |
| 광주광역시 | 북구 을              | 광산구                      |                      |                  |
| 광주광역시 | 김태홍               | 전갑길                      |                      |                  |
| 광주광역시 |                      |                             |                      |                  |
| 대전광역시 | 동구                 | 중구                        | 서구 갑              | 서구 을          |
| 대전광역시 | 이양희               | 강창희                      | 박병석               | 이재선           |
| 대전광역시 |                      |                             |                      |                  |
| 대전광역시 | 유성구               | 대덕구                      |                      |                  |
| 대전광역시 | 송석찬               | 김원웅                      |                      |                  |
| 대전광역시 |                      |                             |                      |                  |
| 울산광역시 | 중구                 | 남구                        | 동구                 | 북구             |
| 울산광역시 | 김태호               | 최병국                      | 정몽준               | 윤두환           |
| 울산광역시 |                      |                             |                      |                  |
| 울산광역시 | 울주군               |                             |                      |                  |
| 울산광역시 | 권기술               |                             |                      |                  |
| 울산광역시 |                      |                             |                      |                  |
| 경기도     | 수원시 장안구        | 수원시 권선구               | 수원시 팔달구        | 성남시 수정구    |
| 경기도     | 박종희               | 신현태                      | 남경필               | 이윤수           |
| 경기도     |                      |                             |                      |                  |
| 경기도     | 성남시 중원구        | 성남시 분당구 갑            | 성남시 분당구 을     | 의정부시         |
| 경기도     | 조성준               | 고흥길                      | 임태희               | 문희상           |
| 경기도     |                      |                             |                      |                  |
| 경기도     | 안양시 만안구        | 안양시 동안구               | 부천시 원미구 갑     | 부천시 원미구 을 |
| 경기도     | 이종걸               | 심재철                      | 안동선               | 배기선           |
| 경기도     |                      |                             |                      |                  |
| 경기도     | 부천시 소사구        | 부천시 오정구               | 광명시               | 평택시 갑        |
| 경기도     | 김문수               | 최선영                      | 손학규               | 원유철           |
| 경기도     |                      |                             |                      |                  |
| 경기도     | 평택시 을            | 동두천시·양주군             | 안산시 갑            | 안산시 을        |
| 경기도     | 정장선               | 목요상                      | 김영환               | 천정배           |
| 경기도     |                      |                             |                      |                  |
| 경기도     | 고양시 덕양구 갑     | 고양시 덕양구 을            | 고양시 일산구 갑     | 고양시 일산구 을 |
| 경기도     | 곽치영               | 이근진                      | 정범구               | 김덕배           |
| 경기도     |                      |                             |                      |                  |
| 경기도     | 과천시·의왕시        | 구리시                      | 남양주시             | 오산시·화성군    |
| 경기도     | 안상수               | 전용원                      | 조정무               | 강성구           |
| 경기도     |                      |                             |                      |                  |
| 경기도     | 시흥시               | 군포시                      | 하남시               | 파주시           |
| 경기도     | 박병윤               | 김부겸                      | 유성근               | 이재창           |
| 경기도     |                      |                             |                      |                  |
| 경기도     | 이천시               | 용인시 갑                   | 용인시 을            | 안성시           |
| 경기도     | 이희규               | 남궁석                      | 김윤식               | 심규섭           |
| 경기도     |                      |                             |                      |                  |
| 경기도     | 김포시               | 여주군                      | 광주군               | 연천군·포천군    |
| 경기도     | 박종우               | 이규택                      | 박혁규               | 이한동           |
| 경기도     |                      |                             |                      |                  |
| 경기도     | 가평군·양평군        |                             |                      |                  |
| 경기도     | 정병국               |                             |                      |                  |
| 경기도     |                      |                             |                      |                  |
| 강원도     | 춘천시               | 원주시                      | 강릉시               | 동해시·삼척시    |
| 강원도     | 한승수               | 이창복                      | 최돈웅               | 최연희           |
| 강원도     |                      |                             |                      |                  |
| 강원도     | 태백시·정선군        | 속초시·고성군·양양군·인제군 | 홍천군·횡성군        | 영월군·평창군    |
| 강원도     | 김택기               | 송훈석                      | 유재규               | 김용학           |
| 강원도     |                      |                             |                      |                  |
| 강원도     | 철원군·화천군·양구군 |                             |                      |                  |
| 강원도     | 이용삼               |                             |                      |                  |
| 강원도     |                      |                             |                      |                  |
| 충청북도   | 청주시 상당구        | 청주시 흥덕구               | 충주시               | 제천시·단양군    |
| 충청북도   | 홍재형               | 윤경식                      | 이원성               | 송광호           |
| 충청북도   |                      |                             |                      |                  |
| 충청북도   | 청원군               | 보은군·옥천군·영동군        | 진천군·괴산군·음성군 |                  |
| 충청북도   | 신경식               | 심규철                      | 정우택               |                  |
| 충청북도   |                      |                             |                      |                  |
| 충청남도   | 천안시 갑            | 천안시 을                   | 공주시·연기군        | 보령시·서천군    |
| 충청남도   | 전용학               | 함석재                      | 정진석               | 김용환           |
| 충청남도   |                      |                             |                      |                  |
| 충청남도   | 아산시               | 서산시·태안군               | 논산시·금산군        | 부여군           |
| 충청남도   | 원철희               | 문석호                      | 이인제               | 김학원           |
| 충청남도   |                      |                             |                      |                  |
| 충청남도   | 예산군               | 청양군·홍성군               | 당진군               |                  |
| 충청남도   | 오장섭               | 이완구                      | 송영진               |                  |
| 충청남도   |                      |                             |                      |                  |
| 전라북도   | 전주시 완산구        | 전주시 덕진구               | 군산시               | 익산시           |
| 전라북도   | 장영달               | 정동영                      | 강현욱               | 이협             |
| 전라북도   |                      |                             |                      |                  |
| 전라북도   | 정읍시               | 남원시·순창군               | 김제시               | 완주군·임실군    |
| 전라북도   | 김원기               | 이강래                      | 장성원               | 김태식           |
| 전라북도   |                      |                             |                      |                  |
| 전라북도   | 진안군·무주군·장수군 | 고창군·부안군               |                      |                  |
| 전라북도   | 정세균               | 정균환                      |                      |                  |
| 전라북도   |                      |                             |                      |                  |
| 전라남도   | 목포시               | 여수시                      | 순천시               | 나주시           |
| 전라남도   | 김홍일               | 김충조                      | 김경재               | 배기운           |
| 전라남도   |                      |                             |                      |                  |
| 전라남도   | 광양시·구례군        | 담양군·곡성군·장성군        | 고흥군               | 보성군·화순군    |
| 전라남도   | 정철기               | 김효석                      | 박상천               | 박주선           |
| 전라남도   |                      |                             |                      |                  |
| 전라남도   | 장흥군·영암군        | 강진군·완도군               | 해남군·진도군        | 무안군·신안군    |
| 전라남도   | 김옥두               | 천용택                      | 이정일               | 한화갑           |
| 전라남도   |                      |                             |                      |                  |
| 전라남도   | 함평군·영광군        |                             |                      |                  |
| 전라남도   | 이낙연               |                             |                      |                  |
| 전라남도   |                      |                             |                      |                  |
| 경상북도   | 포항시 북구          | 포항시 남구·울릉군          | 경주시               | 김천시           |
| 경상북도   | 이병석               | 이상득                      | 김일윤               | 임인배           |
| 경상북도   |                      |                             |                      |                  |
| 경상북도   | 안동시               | 구미시                      | 영주시               | 영천시           |
| 경상북도   | 권오을               | 김성조                      | 박시균               | 박헌기           |
| 경상북도   |                      |                             |                      |                  |
| 경상북도   | 상주시               | 문경시·예천군               | 경산시·청도군        | 고령군·성주군    |
| 경상북도   | 이상배               | 신영국                      | 박재욱               | 주진우           |
| 경상북도   |                      |                             |                      |                  |
| 경상북도   | 군위군·의성군        | 칠곡군                      | 청송군·영양군·영덕군 | 봉화군·울진군    |
| 경상북도   | 정창화               | 이인기                      | 김찬우               | 김광원           |
| 경상북도   |                      |                             |                      |                  |
| 경상남도   | 창원시 갑            | 창원시 을                   | 마산시 합포구        | 마산시 회원구    |
| 경상남도   | 김종하               | 이주영                      | 김호일               | 강삼재           |
| 경상남도   |                      |                             |                      |                  |
| 경상남도   | 진주시               | 진해시                      | 통영시·고성군        | 사천시           |
| 경상남도   | 하순봉               | 김학송                      | 김동욱               | 이방호           |
| 경상남도   |                      |                             |                      |                  |
| 경상남도   | 김해시               | 밀양시·창녕군               | 거제시               | 양산시           |
| 경상남도   | 김영일               | 김용갑                      | 김기춘               | 나오연           |
| 경상남도   |                      |                             |                      |                  |
| 경상남도   | 의령군·함안군        | 남해군·하동군               | 산청군·합천군        | 함양군·거창군    |
| 경상남도   | 윤한도               | 박희태                      | 김용균               | 이강두           |
| 경상남도   |                      |                             |                      |                  |
| 제주도     | 제주시               | 북제주군                    | 서귀포시·남제주군    |                  |
| 제주도     | 현경대               | 장정언                      | 고진부               |                  |

### 비례대표
| #  | 한나라당 | 새천년민주당 | 자유민주연합 | 민주국민당 |
| 1  | 이회창   | 서영훈       | 김종필       | 강숙자     |
| 2  | 홍사덕   | 최영희       | 조희욱       |            |
| 3  | 이연숙   | 장태완       | 김종호       |            |
| 4  | 강창성   | 이만섭       | 조부영       |            |
| 5  | 신영균   | 한명숙       | 안대륜       |            |
| 6  | 서정화   | 김운용       |              |            |
| 7  | 이상희   | 박인상       |              |            |
| 8  | 박세환   | 이미경       |              |            |
| 9  | 전재희   | 박상희       |              |            |
| 10 | 조웅규   | 이재정       |              |            |
| 11 | 윤여준   | 허운나       |              |            |
| 12 | 이한구   | 최재승       |              |            |
| 13 | 김정숙   | 김한길       |              |            |
| 14 | 김락기   | 김방림       |              |            |
| 15 | 박창달   | 김기재       |              |            |
| 16 | 김홍신   | 김영진       |              |            |
| 17 | 이원창   | 윤철상       |              |            |
| 18 | 황승민   | 조재환       |              |            |
| 19 | 임진출   | 유삼남       |              |            |
| 20 | 이원형   |              |              |            |
| 21 | 손희정   |              |              |            |

## 초박빙선거
이 선거에서는 0.1% 미만의 표차로 당락이 갈린 지역구가 무려 네 곳이나 되었다. 이들을 포함한 격전지들은 다음과 같다.
| 순위 | 지역구                      | 1위 후보     | 1위 후보        | 2위 후보     | 2위 후보        | 득표수 차 | 득표율 차 |
| ---- | --------------------------- | ------------ | --------------- | ------------ | --------------- | --------- | --------- |
| 1위  | 경기도 광주군               | 한나라당     | 박혁규 (34.15%) | 새천년민주당 | 문학진 (34.14%) | 3표       | 0.01%p    |
| 2위  | 서울특별시 동대문구 을      | 한나라당     | 김영구 (45.06%) | 새천년민주당 | 허인회 (45.05%) | 11표      | 0.01%p    |
| 3위  | 충청북도 청원군             | 한나라당     | 신경식 (28.88%) | 자유민주연합 | 오효진 (28.85%) | 16표      | 0.03%p    |
| 4위  | 경상북도 봉화군·울진군      | 한나라당     | 김광원 (50.02%) | 새천년민주당 | 김중권 (49.98%) | 19표      | 0.03%p    |
| 5위  | 서울특별시 용산구           | 새천년민주당 | 설송웅 (44.78%) | 한나라당     | 진영 (44.66%)   | 113표     | 0.12%p    |
| 6위  | 경상남도 진해시             | 한나라당     | 김학송 (45.51%) | 무소속       | 김우석 (45.33%) | 115표     | 0.18%p    |
| 7위  | 서울특별시 동작구 갑        | 한나라당     | 서청원 (45.23%) | 새천년민주당 | 이승엽 (45.07%) | 146표     | 0.16%p    |
| 8위  | 인천광역시 중구·동구·옹진군 | 한나라당     | 서상섭 (30.43%) | 자유민주연합 | 이세영 (30.16%) | 193표     | 0.27%p    |
| 9위  | 경기도 군포시               | 한나라당     | 김부겸 (45.54%) | 새천년민주당 | 유선호 (45.29%) | 260표     | 0.25%p    |

## 같이 보기
- 낙선운동

## 참고 자료
- 공직선거및선거부정방지법 [일부개정 2000.2.16 법률 제6265호]
- 중앙선거관리위원회 역대선거정보시스템 보관됨 2012-09-03 - archive.today